# Wymbritseradeel (gemeente tot 1984)
Wymbritseradeel (vroeger ook: Wijmbritseradeel en in het Fries: Wymbritseradiel) is een voormalige gemeente in de Nederlandse provincie Friesland. De gemeente heeft bestaan tot 1984. Het gemeentehuis stond in Sneek, aan dezelfde straat als het stadhuis van Sneek.
De nieuwe gemeente die in 1984 ontstond na een gemeentelijke herindeling heette ook Wymbritseradeel en sinds 1986 officieel Wymbritseradiel. Sindsdien werd de Nederlandse naam vaker gebruikt om de gemeente Wymbritseradeel van voor 1984 aan te duiden. Wymbritseradiel is in 2011 opgegaan in de nieuwe gemeente Súdwest-Fryslân.

## Geschiedenis
Wymbritseradeel werd gevormd uit het land Wymbrits of Waghenbrugge. In 1500 ontstond de grietenij Wymbritseradeel, doordat de Friese steden zelfstandig werden en aan de zuidkant van het gebied meerdere grietenijen gesplitst werden. De grenzen van Wymbritseradeel bleven tot 1984 ongewijzigd. Van 1625 tot de invoering van de gemeentewet in 1851 woonden de grietmannen van Wymbritseradeel in de stins Epema State in IJsbrechtum.

### Gemeentelijke herindeling
Bij de gemeentelijke herindeling van 1984 zou Wymbritseradeel per 1 januari 1984 in een nieuwe gemeente opgaan, samen met de twee zelfstandige gemeenten Sneek en IJlst die als enclaves in Wymbritseradeel lagen, en een deel van de op te splitsen gemeente Doniawerstal. Dit plan leidde tot verzet bij de bevolking in Wymbritseradeel en IJlst, die vreesde dat Sneek te overheersend zou worden. Na een campagne met het motto "Drylts en Wymbrits nea bij Snits" (IJlst en Wimbritseradeel nooit bij Sneek) werd besloten Sneek buiten de nieuwe gemeente te laten.
De dorpjes Koufurderrige en Smallebrugge van Doniawerstal, en Greonterp van Wonseradeel werden aan de nieuwe gemeente toegevoegd. Anderzijds moest Wymbritseradeel ook dorpen afstaan. Nijhuizum ging naar Nijefurd en de dorpen IJsbrechtum, Loënga en Offingawier werden bij de gemeente Sneek gevoegd.

## Kernen (1983)
De gemeente Wymbritseradeel bevatte 28 dorpen. (Tussen haakjes de Friestalige namen.)
| - Abbega (Abbegea) - Blauwhuis (Blauhûs) - Folsgare (Folsgeare) - Gaastmeer (De Gaastmar) - Gauw (Gau) - Goënga (Goaiïngea) - Heeg (Heech) - Hommerts (De Hommerts) - Idzega (Idzegea) - IJsbrechtum (Ysbrechtum) - Indijk (Yndyk) - Jutrijp (Jutryp) - Loënga (Loaiïngea) - Nijhuizum (Nijhuzum) | - Nijland (Nijlân) - Offingawier (Offenwier) - Oosthem (Easthim) - Oppenhuizen (Toppenhuzen) - Oudega (Aldegea) - Sandfirden (Sânfurd) - Scharnegoutum (Skearnegoutum) - Tirns (Turns) - Tjalhuizum (Tsjalhuzum) - Uitwellingerga (Twellingea) - Westhem (Westhim) - Wolsum - Woudsend (Wâldsein) - Ypecolsga (Ypekolsgea) |